# Marcello Mio
Marcello Mio is een Frans-Italiaanse filmkomedie uit 2024, geschreven en geregisseerd door Christophe Honoré. De hoofdrollen worden vertolkt door Chiara Mastroianni, Catherine Deneuve, Fabrice Luchini en Nicole Garcia.

## Verhaal
Chiara is een actrice en de dochter van Marcello Mastroianni en Catherine Deneuve. Op een zomer zegt ze tegen zichzelf dat ze liever het leven van haar vader zou leiden. Ze kleedt zich zoals hij, spreekt zoals hij, en ze doet het met zo'n overtuiging dat anderen om haar heen het uiteindelijk gaan geloven en haar 'Marcello' beginnen te noemen.

## Rolverdeling
| Acteur             | Personage           |
| ------------------ | ------------------- |
| Chiara Mastroianni | zichzelf / Marcello |
| Catherine Deneuve  | zichzelf            |
| Fabrice Luchini    | zichzelf            |
| Nicole Garcia      | zichzelf            |
| Benjamin Biolay    | zichzelf            |
| Melvil Poupaud     | zichzelf            |
| Hugh Skinner       | Colin               |
| Stefania Sandrelli | zichzelf            |

## Productie
De belangrijkste filmopnames begonnen op 21 augustus 2023 in Parijs en er werd vervolgens gefilmd in Rome, de provincie Latina en Formia, waarvan de laatste een stad was die Marcello Mastroianni dierbaar was. De opnames waren op 13 oktober, na acht weken voltooid.

## Release
Marcello Mio ging op 21 mei 2024 in première op het Filmfestival van Cannes in de competitie voor de Gouden Palm. De film werd tegelijkertijd vertoond in de Franse bioscopen vanaf 21 mei 2024.

## Prijzen en nominaties
De belangrijkste:
| Jaar | Prijs                   | Categorie   | Genomineerde(n)   | Uitslag     |
| ---- | ----------------------- | ----------- | ----------------- | ----------- |
| 2024 | Filmfestival van Cannes | Gouden Palm | Christophe Honore | Genomineerd |